# Staffan Stranne
Jan Staffan Samuel Stranne, född 30 april 1957 i Ronneby, är en svensk historiker. 
Stranne disputerade 2004 vid Växjö universitet med avhandlingen Produktion och arbete i den tredje industriella revolutionen: Tarkett i Ronneby 1970–2000. Stranne är docent vid Mälardalens högskola och verksam vid institutionen för utbildning, kultur och kommunikation.
Han har beskrivit  de svenska fackförbundens historia i en tid då globaliseringen medfört strukturrationaliseringar. Boken Nytt förbund i en föränderlig värld skildrar Industrifacket från bildandet 1993 till samgåendet med Svenska metallindustriarbetareförbundet 2006. I boken En annan väg: Pappers 1968–2005, där han är medförfattare, tecknas Svenska pappersindustriarbetareförbundets historia.